# I. P. Pavlova (metropolitana di Praga)
I. P. Pavlova è una stazione della linea C della metropolitana di Praga.

## Storia
La stazione è stata attivata il 9 maggio 1974, come parte della sezione originale della linea C tra Sokolovská e Kačerov.

## Strutture e impianti
La stazione è sotterranea ed è dotata di due binari, serviti da una banchina centrale.

## Servizi
La stazione è dotata di ascensori per le persone a mobilità ridotta.
- Biglietteria
- Servizi igienici

## Interscambi
- Fermata autobus (linea 148)[2]
- Fermata tram (linee 6, 10, 11, 13, 16, 22 e 23)[2]